# Gákkasjávri
Gákkasjávri eller Kaggasjavri eller Kaggashjävri är en sjö i Finland. Den ligger i kommunen Enare i landskapet Lappland, i den norra delen av landet, 1 000 km norr om huvudstaden Helsingfors. Kaggashjävri ligger 203,1 meter över havet. Arean är 37,4 hektar och strandlinjen är 2,79 kilometer lång. Sjön  ingår i Pasvik älvs huvudavrinningsområde. 